# 강병선
강병선(1965년 5월 9일 ~)은 MBC 청룡에서 뛰었던 전 야구 선수다. 등번호는 55번을 달았으며, 1988년 1경기 2타수 무안타 1삼진을 기록하였다. 시즌 종료 후 자유계약 선수로 공시되어 은퇴했다.

## 출신 학교
- 성남고등학교
- 경희대학교

## 같이 보기
- MBC 청룡 연도별 선수 명단